# Вукое, Неделько
Неделько Вукое (хорв. Nedeljko Vukoje; род. 9 сентября 1943, Риека, Фашистская Италия) — югославский футболист, нападающий.

## Карьера

### Клубная карьера
Во взрослом футболе дебютировал в 1961 году в составе клуба «Риека», где провёл большую часть своей карьеры. В сезоне 1965/66 стал лучшим бомбардиром команды. Всего в составе клуба провёл 143 матча и забил 32 гола.
В июле 1971 года перешёл в немецкий клуб «Фрайбургер», где в 1972 году завершил карьеру футболиста.

### Карьера в сборной
В 1966 году провёл свой единственный матч в составе национальной сборной Югославии против сборной Болгарии.